# Valentin Eysseric
Valentin Eysseric (ur. 25 marca 1992 w Aix-en-Provence) – francuski piłkarz  występujący na pozycji pomocnika. Zawodnik Fiorentiny.

## Kariera klubowa
| Sezon   | Klub             | Kraj    | Rozgrywki | Mecze | Bramki | Rozgrywki Europy | Mecze | Bramki |
| ------- | ---------------- | ------- | --------- | ----- | ------ | ---------------- | ----- | ------ |
| 2011/12 | AS Monaco        | Francja | Ligue 2   | 16    | 1      | -                | -     | -      |
| 2012/13 | AS Monaco        | Francja | Ligue 2   | 1     | 0      | -                | -     | -      |
| 2012/13 | OGC Nice (wyp.)  | Francja | Ligue 1   | 16    | 2      | -                | -     | -      |
| 2012/13 | OGC Nice         | Francja | Ligue 1   | 24    | 5      | -                | -     | -      |
| 2013/14 | OGC Nice         | Francja | Ligue 1   | 29    | 3      | Liga Europy UEFA | 2     | 0      |
| 2014/15 | OGC Nice         | Francja | Ligue 1   | 18    | 0      | -                | -     | -      |
| 2014/15 | AS Saint-Étienne | Francja | Ligue 1   | 29    | 6      | Liga Europy UEFA | 6     | 1      |

Stan na: koniec sezonu 2015/2016